# Крячко, Михаил Иванович
Михаил Иванович Крячко (1926—1995) — советский передовик сельского хозяйства. Герой Социалистического Труда (1966).

## Биография
Родился 19 сентября 1926 года в селе Березовка (ныне — Борисовского района Белгородской области).
С 1943 года призван в ряды Красной Армии, участник Великой Отечественной войны.
В 1945 году участвовал в разгроме японских милитаристов, в боях за Харбин был тяжело ранен и эвакуирован в Новосибирский военный госпиталь. В 1946 году был признан инвалидом войны и демобилизован из Советской армии.
В 1947 году после окончания семи классов продолжил обучение в Харьковском техникуме транспортного машиностроения. С 1948 по 1952 годы обучался в Липковатском сельскохозяйственном техникуме.
С 1952 года работал младшим агрономом в совхозе «Парижская Коммуна» Сталинградской области. С 1953 по 1955 годы — управляющий отделением совхозов и агроном

 по обслуживанию колхозов в Харьковской области.
С 1955 по 1957 годы — бригадир полеводческой бригады, с 1957 по 1960 годы — заведующий животноводством, с 1960 по 1961 годы — заведующий свиноводческой товарной фермой совхоза «Большевик» Борисовского района Белгородской области. С 1961 по 1969 годы — управляющий Кировским отделением совхоза «Большевик».
Кировское отделение, руководимое М. И. Крячко, показывало высокие производственные показатели и стабильное перевыполнение плана. В 1961 году с площади 627 гектаров получен урожай зерновых по 30,9 центнера, а в 1965 году с площади 522 гектара — по 34,6 центнера с каждого гектара. За высокие урожаи зерна и сахарной свеклы награжден малой серебряной и бронзовой медалями ВДНХ СССР.
23 июня 1966 года Указом Президиума Верховного Совета СССР «за выдающиеся успехи, достигнутые в увеличении производства и заготовок пшеницы, ржи, гречихи, других зерновых и кормовых культур и высокопроизводительном использовании техники» Михаил Иванович Крячко был удостоен звания Героя Социалистического Труда с вручением Ордена Ленина и золотой медали «Серп и Молот».
С 1969 по 1986 годы — управляющий Горьковским отделением совхоза «Большевик».
В 1986 году вышел на заслуженный отдых.
Умер 23 ноября 1995 года. Похоронен на Аллее Героев на кладбище в Ячнево в Белгороде.

## Награды
- Медаль «Серп и Молот» (23.06.1966)
- Орден Ленина (23.06.1966)
- Орден Отечественной войны II степени (06.04.1985)
- Медали ВДНХ

### Память
- В городе Грайвороне и в селе Головчино установлены бюсты Героя Социалистического Труда М. И. Крячко.
- 28 ноября 2011 года открыта памятная доска М. И. Крячко на здании МБОУ «Березовская средняя общеобразовательная школа имени С. Н. Климова».